# Nicole Bickhoff
Nicole Bickhoff (* 1956 in Bochum) ist eine deutsche Archivarin.
Von 1975 bis 1981 absolvierte sie ein Studium der Geschichte und Katholischen Theologie an der Ruhr-Universität Bochum. 1984 folgte die Promotion an der Universität Osnabrück über das Thema Die Juden in der griechisch-römischen Welt. Von 1984 bis 1986 absolvierte sie ein Referendariat für den höheren Archivdienst am Landeshauptarchiv Koblenz und der Archivschule Marburg, war von 1987 bis 1998 Archivarin am Staatsarchiv Ludwigsburg und von 1998 bis 2006 Leiterin der Archivfachlichen Grundsatzabteilung in der Landesarchivdirektion bzw. im Landesarchiv Baden-Württemberg sowie (seit 2000) Ständige Stellvertreterin des Präsidenten. Seit 2006 war sie Leiterin der Abteilung Hauptstaatsarchiv Stuttgart im Landesarchiv Baden-Württemberg.
Sie betreute zahlreiche historische Ausstellungen und war Autorin von archivfachlichen und landesgeschichtlichen Veröffentlichungen, v. a. zum 19. und 20. Jahrhundert. Sie nahm Lehraufträge am Institut für Geschichtliche Landeskunde und Historische Hilfswissenschaften der Universität Tübingen und der Akademie der Bildenden Künste Stuttgart wahr. Sie ist ordentliches Mitglied der Kommission für geschichtliche Landeskunde in Baden-Württemberg, wirkt als Beiratsmitglied der Stiftung Kulturgut, war von 2009 bis 2013 Leiterin des Arbeitskreises für Landes- und Ortsgeschichte im Verband der württembergischen Geschichts- und Altertumsvereine und ist seit Februar 2014 Vorsitzende des Württembergischen Geschichts- und Altertumsvereins.

## Schriften (Auswahl)
- mit Wolfgang Mährle: Romantik in Württemberg. Tagung des Arbeitskreises für Landes- und Ortsgeschichte im Verband der württembergischen Geschichts- und Altertumsvereine am 14. Juni 2018 im Hauptstaatsarchiv Stuttgart. Festakt zum 175-jährigen Bestehen des Württembergischen Geschichts- und Altertumsvereins am 13. Juni 2018. Kohlhammer, Stuttgart 2020.
- mit Wolfgang Mährle und Eberhard Merk: Romantiker auf dem Lichtenstein. Lebenswelten Herzog Wilhelms von Urach (1810–1869). Begleitbuch zur Ausstellung. Kohlhammer, Stuttgart 2018.
- mit Wolfgang Mährle: Armee im Untergang. Württemberg und der Feldzug Napoleons gegen Russland 1812. Kohlhammer, Stuttgart 2017.
- mit Peter Rückert, Mark Mersiowsky: Briefe aus dem Spätmittelalter. Herrschaftliche Korrespondenz im deutschen Südwesten. Kohlhammer, Stuttgart 2015, ISBN 978-3-17-026340-6.
- Gestatten, Exzellenzen. Die württembergische Gesandtschaft in Berlin. als Bearbeiterin und Mitautorin, Landesarchiv Baden-Württemberg / Kohlhammer, Stuttgart 2014, ISBN 978-3-17-026342-0.